# Большой глоток
«Большой глоток» (англ. The Big Swallow, 1901) — английский немой короткометражный художественный фильм Джеймса Уильямсона.

## Сюжет
Джентльмен замечает, что фотограф под чёрной накидкой, собирается его снять. Он ему велит уходить, приближается все ближе, жестикулируя и крича, пока наконец его голова, а потом рот занимают весь экран. Он открывает рот и в нём исчезают сначала аппарат, а за ним и сам фотограф. Он удаляется, жуя.

## Художественные особенности
Этот фильм — один из первых примеров применения в драматических целях передвижения действующего лица из глубины кадра на зрителя..

## В ролях
- Сэм Дэлтон